# 大滝村 (埼玉県)
大滝村（おおたきむら）は、かつて埼玉県の最西端に位置していた村。2005年4月1日に、秩父市・吉田町・荒川村と新設合併し、新たに秩父市となった。
面積は約332km2で、埼玉県の自治体の中で最も広かった。旧村域全体が秩父多摩国立公園に指定されていた。

## 地理
秩父山地の主脈を村域とし、村域の97%は山林である。村内には甲武信ヶ岳をはじめ、標高2,000m級の山々が12峰連なり、そこから荒川が流れ出している。よって、｢荒川の源流郷｣でもある。
- 山:甲武信ヶ岳、三宝山、雲取山、和名倉山、御岳山、三峰山、三国山、両神山など
- 河川: 荒川、中津川、滝川、大洞川、大血川など
- 湖沼: 秩父湖、奥秩父もみじ湖

### 隣接していた自治体
- 埼玉県
  - 秩父郡
    - 小鹿野町 - 旧両神村（現小鹿野町） - 旧荒川村（現秩父市）
- 東京都
  - 西多摩郡
    - 奥多摩町
- 山梨県
  - 山梨市
  - 塩山市
  - 北都留郡
    - 丹波山村
- 長野県
  - 南佐久郡
    - 川上村
- 群馬県
  - 多野郡
    - 上野村

※1都3県と接している。平成の大合併以前は、4つの都道府県と接する自治体は大滝村のみであった。現在は秩父市、岐阜県高山市、京都府南丹市がそれぞれ4都府県と接している。

## 歴史
もとは江戸期より存在した幕府領に属する大滝村であった。正保年間に、北部が新大滝村として分村して成立し、残った南部が元禄年間以前に古大滝村と改称された。古くから林業や鉱業が盛んであった。村名の由来は中世以来からの郷村名に因む。
- 幕末時点では幕府領。
- 1868年（明治元年）6月 - 岩鼻県に所属。また、古大滝村から三峰神社領が分離して三峰村が成立[4][5]。
- 1871年（明治4年）10月 - 群馬県に所属する。
- 1872年（明治5年） - 大区小区制施行により、第10大区8小区に所属する[1]。
- 1873年（明治6年）6月 - 熊谷県に所属する[1][5]。
- 1876年（明治9年）8月 - 埼玉県に所属する。
- 1877年（明治10年） - 古大滝村と新大滝村が合併して大滝村となる[1]。
- 1879年（明治12年） - 郡区町村編制法施行に伴い、秩父郡に所属する[1]。
- 1889年（明治22年）4月1日 - 町村制施行により、大滝村、中津川村、三峰村が合併し秩父郡大滝村が成立する[1]。旧村は大滝村の大字となる。
- 1970年（昭和45年）1月13日 - 中津川の山林から出火。山火事となり15haが焼失。同日中に鎮火[6]。
- 2005年（平成17年）4月1日 - 秩父市、秩父郡吉田町・荒川村・大滝村と新設合併を行い、秩父市となる。大滝村の大字は秩父市へ継承された。

## 行政
歴代村長
| 代   | 氏名       | 就任           | 退任           |
| ---- | ---------- | -------------- | -------------- |
| 初代 | 木村勝太郎 | 1889年4月1日   | 1890年10月10日 |
| 2代  | 山中与志惠 | 1890年10月20日 | 1893年4月20日  |
| 3代  | 松本左團次 | 1893年5月1日   | 1897年5月30日  |
| 4代  | 逸見亮一郎 | 1897年6月1日   | 1901年5月30日  |
| 5代  | 磯田鶴松   | 1901年7月1日   | 1905年3月1日   |
| 6代  | 山中与志惠 | 1905年3月15日  | 1906年4月30日  |
| 7代  | 廣瀬菊次郎 | 1906年5月21日  | 1925年3月14日  |
| 8代  | 山中宗治   | 1925年4月25日  | 1934年9月18日  |
| 9代  | 磯田正則   | 1934年10月2日  | 1946年3月26日  |
| 10代 | 山中一郎   | 1947年4月1日   | 1955年4月30日  |
| 11代 | 磯田正則   | 1955年5月1日   | -              |
| 12代 | 山中敬二   | -              | -              |
| 13代 | 山口芳夫   | -              | -              |
| 14代 | 千島茂     | -              | -              |
| 15代 | 山口民弥   | -              | 2005年3月31日  |

## 産業
- ニッチツ秩父鉱山

## 交通

### 鉄道
- 秩父鉄道
  - 三峰ロープウェイ
    - 大輪駅 - 三峰山頂駅（現在は廃止された）

### 路線バス
- 秩父市営バス
- 西武観光バス

### 道路
- 一般国道
  - 国道140号
- 県道
  - 埼玉県道210号中津川三峰口停車場線
  - 埼玉県道278号秩父多摩甲斐国立公園三峰線 - 有料道路三峰観光道路として開通[7]。当初は白岩山から雲取山を経由して奥多摩エリア（青梅市・奥多摩町方面）へと通じる三峰雲取スカイラインを予定して計画された道路であったが[7]、自然保護の見地から三峯神社までの建設となった。
- 村道
  - 大滝村道17号線（旧中津川林道）※現：秩父市道大滝幹線17号線
- 林道
  - 奥秩父林道
  - 金山志賀坂林道
  - 林道上野大滝線
- トンネル
  - 雁坂トンネル - 1998年雁坂トンネルが開通するまで、国道140号は当村から山梨県東山梨郡三富村（現在の山梨市）間の自動車による通行は不能であり、「開かずの国道」と呼ばれていた。
  - 駒ヶ滝トンネル - トンネルの途中に分岐がある。
- 道の駅
  - 大滝温泉（遊湯館、秩父市民に対する割引制度がある）
- 峠
  - 雁坂峠
  - 三国峠

## 名所・旧跡・観光スポット・祭事・催事

### 祭事
- 大滝氷まつり
- 大滝村つつじまつり
- 奥秩父大滝紅葉まつり

### 名産物
- 秩父源流水
- 大滝みそ
- いもでんがく
- 純粋ハチミツ

### 名所
- 三峯神社
- 普寛神社
- 栃本関所跡

### 観光スポット
- 中津峡
- 三十槌の氷柱
- 大滝温泉（遊湯館、秩父市民に対する割引制度がある）
- 秩父湖
- 奥秩父もみじ湖

### 建造物
- 二瀬ダム
- 滝沢ダム
- 雷電廿六木橋 - 通称「ループ橋」

## 関連文献
- 「古大滝村 新大滝村」『新編武蔵風土記稿』 巻ノ264秩父郡ノ19、内務省地理局、1884年6月。NDLJP:764014/94。